# Clathria micronesia
Clathria micronesia är en svampdjursart som först beskrevs av de Laubenfels 1954.  Clathria micronesia ingår i släktet Clathria och familjen Microcionidae. Inga underarter finns listade i Catalogue of Life.